# Satoshi Niwa
Satoshi Niwa (丹羽 哲士 Niwa Satoshi?, Prefectura de Kanagawa, 11 de marzo) es un actor de voz japonés afiliado a Asleben.

## Trayectoria
Durante su etapa en la escuela primaria comenzó a interesarse en la labor de los actores de voz, tras escuchar a sus amigos comentar que «los eventos de anime eran divertidos» y que «los seiyū eran carismáticos». Su motivación para aspirar profesionalmente a esta carrera surgió en la adolescencia, al ver la segunda parte del anime televisivo JoJo's Bizarre Adventure durante sus años de secundaria.
Lo que más le impresionó en el proceso desde que decidió convertirse en actor de voz hasta su debut fue la dificultad de la profesión, llegando a pensar: «¡Ser seiyū es difícil! ¡Antes que nada, qué significa realmente actuar!». Antes de unirse a la agencia Atomic Monkey no había tenido experiencia actoral, por lo que carecía de conocimientos al respecto y mantenía una concepción equivocada sobre la interpretación. Posteriormente ingresó como miembro de la 13.ª promoción del Instituto de Investigación de Actuación y Doblaje de Atomic Monkey, donde corrigió desde cero esa perspectiva y, tras un largo proceso, logró desarrollar una comprensión más profunda sobre la actuación.
Desde 2021, ha trabajado como asistente en el programa de transmisión atomic7. Junto a sus compañeros asistentes Naruhide Itō y Takuya Yokota, formó el grupo Shingōzu (信号ズ?).
En 2024, obtuvo su primer papel protagónico en un anime televisivo interpretando a Yoo Hobin en Kenka Dokugaku.
El 31 de julio de 2025 dejó la agencia Atomic Monkey, y a partir del 1 de agosto pasó a formar parte de Asle-behn.

## Filmografía
Los papeles principales están en negrita

### Anime

#### Series de televisión
| Año  | Título                                   | Rol               | Refs.                |
| ---- | ---------------------------------------- | ----------------- | -------------------- |
| 2021 | 86: Eighty-Six                           | Muerto            | [ 1 ]                |
| 2022 | Fūfu Ijō, Koibito Miman.                 | Estudiante        | [ 8 ]                |
| 2023 | Yumemiru Danshi wa Genjitsushugisha      | Hiroto Tabata     | [ 9 ]                |
| 2023 | Helck                                    | Haraol            | [ 10 ]               |
| 2023 | Kawaisugi Crisis                         | Encargado         | [ 11 ]               |
| 2024 | Jaku-Chara Tomozaki-kun 2nd Stage        | Estudiante        | [ 12 ]               |
| 2024 | Tensei Kizoku Kantei Sukiru de Nariagaru | Marcus Kischa     | [ 13 ]               |
| 2024 | Kenka Dokugaku                           | Yoo Hobin         | [ 14 ] [ 15 ] [ 16 ] |
| 2024 | Shikanoko Nokonoko Koshitantan           | Estudiante        | [ 17 ]               |
| 2024 | Tasūketsu                                | Shūji Nihonyanagi | [ 18 ] [ 19 ]        |
| 2024 | Kuroshitsuji: Kishuku Gakkō-hen          | Estudiante        | [ 20 ]               |
| 2025 | Hazure Skill "Kinomi Master"             | Serim             | [ 21 ]               |

#### Películas
| Año  | Título       | Rol             | Refs. |
| ---- | ------------ | --------------- | ----- |
| 2022 | Blue Thermal | Yōta Higurashiō | [ 1 ] |

#### ONAs
| Año  | Título    | Rol     | Refs.  |
| ---- | --------- | ------- | ------ |
| 2025 | Leviathan | Mathews | [ 22 ] |

### OVAs
| Año  | Título                      | Rol    | Refs.  |
| ---- | --------------------------- | ------ | ------ |
| 2021 | Jaku-Chara Tomozaki-kun OVA | Hombre | [ 23 ] |

### Videojuegos
- Monster Strike como Pinnock[1]
- Girls' Frontline[1]